# 多塞特岛
多塞特岛（英语：Dorset Island）是北极群岛群岛之一，位于加拿大努纳武特哈得逊海峡内，基吉柯塔鲁克地区巴芬島西南区域 福克斯半岛附近。 岛上有一座机场和一座港口。
该岛以政治家爱德华·萨克维尔，第四代多塞特伯爵的爵位命名。

## 地理
多塞特岛长4 mi（6.4 km），宽2 mi（3.2 km），最高点海拔220米（720英尺）。
多塞特岛南端海拔243米（797英尺），多塞特角山插入哈得逊海峡，这座山属于金奈特（Kingnait）山脉（Kingnait在东加拿大因纽特语里是高山的意思）。 多塞特角是福克斯半岛的最南端。1631年9月24日，英国探险家卢克·福克斯船长将此地命名为多塞特角（“Cape Dorset”）（也音译为开普多塞特），以纪念他的探险资助人宫务大臣，爱德华·萨克维尔，第四代多塞特伯爵。
金奈特山位于多塞特岛西北侧海拔208米（682英尺）高处。厄伽图阿卡山比金奈特山矮，位于多塞特岛东侧多塞特角以北0.7 mi（1.1 km）处，海拔99米，呈碗形，山顶树立一座石堆纪念碑。
多塞特岛正北方向是马利克岛，两岛以沙石相连。福克斯半岛上马利克岛东南侧与多塞特岛西北侧形成一天然港口，盛行10到15节的西北风，9、10月分风速稍强。锚地  从8月初到10月中，港口经常有雾。港口在11月初结冰，次年7月中化冰，冰厚度可达1.2米（3英尺11英寸）。
多塞特岛方圆10公里内还有多座岛屿，包括奥科里岛和萨克基亚克岛。

## 历史
1913年，哈德逊湾公司在多塞特岛上建立了商栈。1938至1960年，岛上有拉丁礼教会布道。
岛上有多塞特文化遗迹发现。大约2000年前，公元前1000年至公元1100年间，一支人丁兴旺的古爱斯基摩人在这里生活。现在的多塞特岛人是因纽特人，为后图勒人后代，他们的传说里称多塞特人为图尼伊特人（tuniit）。

## 社区
马利克岛对面，开普多塞特（即金奈特）因纽特村镇位于多塞特岛北边，村镇在同名开普多塞特山以北约7.2 mi（11.6 km）远处。这个村镇的人画画、版画复制和雕刻等手工艺闻名，开普多塞特社区被称为“因纽特艺术之都”。

## 野生生物
多塞特岛及周边常见动物有北极狼、北极熊和北极狐，还有 北美驯鹿和北极兔。海豹和白鲸在10月到次年4月，迁徙经过此岛时，定期在此岛附近出没。
多塞特岛盛产的动物有游隼、雪鸮、岩雷鸟和野鸭。 鸟类学家认为多塞特角进入雪雁巢区的主要入口。1929年，博物学者约瑟夫·杜威·索珀博士从这里出发，寻找雪雁在福克斯湾的巢区。
马立克尤克地区公园（Mallikjuaq Territorial Park）跨越多塞特岛和马利克岛两岛。著名的 图勒文化、多塞特文化和因纽特人遗址追溯到3000年前， 划船和在低潮时从开普多塞特步行可达。